# Джон Филипс (космонавт)
Вижте пояснителната страница за други личности с името Джон Филипс.
Джон Линч Филипс (на английски: John Lynch Phillips) е американски учен и астронавт от НАСА, участник в три космически полета и дълговременен престой в космоса – 180 денонощия по време на Експедиция 11 на МКС.

## Образование
Джон Филипс завършва колеж в Скотсдейл, Аризона през 1966 г. През 1972 г. получава бакалавърска степен по математика и руски език от Военноморската академия на САЩ, Анаполис, Мериленд, след като завършва втори по успех във випуск от 906 курсанти. През 1974 г. става магистър по авиационни системи в университета на Западна Флорида. През 1984 г. придобива втора магистърска степен по геофизика, а през 1987 г. защитава докторат по същата специалност в университета на Лос Анджелис, Калифорния. Изтъкнат учен, Филипс работи дълги години в Лос Аламос, Ню Мексико, като изследовател. Има участие в 156 научни разработки. През 2009 г. става професор в Института за следдипломна квалификация на USN, Монтерей, Калифорния.

## Военна кариера
Джон Филипс започва службата си в USN през 1972 г. През ноември 1974 г. става пилот на щурмови самолет A-7 Корсар. След допълнително тактическо обучение е зачислен в атакуваща ескадрила 155, базирана на самолетоносачите USS Oriskany (CV-34) и USS Roosevelt (CV-42). В кариерата си има повече от 4400 полетни часа и 250 кацания на палубата на самолетоносачи от американските бойни групи.

## Служба в НАСА
На 1 май 1996 г., Джон Л. Филипс е избран за астронавт от НАСА, Астронавтска група №16. Той преминава пълен двегодишен курс на обучение и получава квалификация специалист на мисия. Включен е в дублиращия екипаж на Експедиция 7 на МКС през 2003 г. Взема участие в три космически полета. Има в актива си една космическа разходка с продължителност 4 часа и 58 минути.

### Космически полети
| Космически полети на Джон Линч Филипс                     | Космически полети на Джон Линч Филипс | Космически полети на Джон Линч Филипс | Космически полети на Джон Линч Филипс | Космически полети на Джон Линч Филипс   | Космически полети на Джон Линч Филипс  | Космически полети на Джон Линч Филипс |
| №                                                         | Дата                                  | КК                                    | Емблема на мисията                    | Функции                                 | Продължителност                        |                                       |
| --------------------------------------------------------- | ------------------------------------- | ------------------------------------- | ------------------------------------- | --------------------------------------- | -------------------------------------- | ------------------------------------- |
| 1                                                         | 19 април 2001                         | „Индевър“, мисия STS-100              |                                       | Специалист на мисията                   | 11 денонощия 21 часа 31 минути 14 сек. |                                       |
| 2                                                         | 15 април 2005                         | „Союз ТМА-6“, Експедиция 11 на МКС    |                                       | Бордови инженер, Бордови инженер на МКС | 179 денонощия 00 часа 23 минути        |                                       |
| 3                                                         | 15 март 2009                          | „Дискавъри“, мисия STS-119            |                                       | Специалист на мисията                   | 12 денонощия 19 часа 29 минути 33 сек. |                                       |
| Сумарно време в космоса – 203 денонощия 17 часа 24 минути |                                       |                                       |                                       |                                         |                                        |                                       |

## Награди
- Медал за служба в националната отбрана;
- Медал за служба в USN;
- Медал за служба в резерва на USN;
- Медал на НАСА за изключителна служба;
- Медал на НАСА за участие в космически полет.